# Layla Salih
Layla Salih, née à Mossoul en 1975, est une archéologue irakienne. En tant que cheffe de la section des antiquités de Ninive au sein du Conseil national des antiquités et du patrimoine d'Irak, elle a été responsable de la surveillance, du sauvetage et de la documentation de l'art et de l'architecture du Proche-Orient ancien, après sa destruction par l'État islamique. La découverte de l'un des palais d'Assarhaddon à Ninive lui a valu sa notoriété.

## Biographie

### Vie personnelle
Layla Salih est née à Mossoul en 1975. Elle est la fille d'un ancien militaire. Elle était la quatrième d'une famille de treize enfants,. Son frère aîné Nadhim, a été tué lors de la première bataille d'al-Faw, en 1986. Elle a ensuite perdu un frère dans lors d'un attentat d'Al-Qaïda en 2007, puis une sœur qui travaillait pour le gouvernement irakien en 2011. Lorsque l'état islamique (ISIS) a occupé Mossoul, Salih et sa famille ont d'abord évacué vers Kirkouk. Elle a ensuite vécu à Bagdad, avant de déménager à Erbil, où elle a rejoint le bureau du gouverneur de la province de Ninive.

### Études
Après un diplôme de premier cycle en archéologie à l'Université de Bagdad, elle a passé son master durant la guerre d'Irak. Elle a ensuite soutenu une thèse de doctorat de l'Université de Mossoul.

## Carrière professionnelle

### Mossoul
Après avoir obtenu son Master, Layla Salih travaille comme conservatrice au Musée de Mossoul. Juste avant l'invasion de l'Irak en 2003, pour prévenir la destruction des antiquités du musée, elle est chargée de transférer les collections à Bagdad.
Layla Salih a travaillé pour le musée de Mossoul jusqu'en 2009. Lorsque l'Etat islamique a occupé la région en 2014, il a pillé une grande partie du musée et a lancé une campagne de destruction du patrimoine préislamique de la région. Deux lamassu assyriens et un lion ailé de près de 2 mètres chacun, qui faisaient partie des pièces maîtresses du musée, ont été détruits. Quatre-vingt-quatorze objets précieux de l'histoire assyrienne ainsi que des œuvres helléniques ont été volés ou détruits. Layla Salih fait partie des personnes qui ont supplié, sans succès, l'Etat islamique de laisser les bâtiments intacts.

### Nimroud
En novembre 2016 Lalyla Salih et un de ses collègues, Faisal Jaber, ont enquêté et signalé la destruction de sites chrétiens dans la province. Elle a ensuite été chargée d'évaluer l'ampleur des dommages causés aux monuments de Nimroud. À l'époque, elle est la seule responsable des antiquités capable de faire ce travail car les 50 autres archéologues irakiens sont piégés dans des territoires encore contrôlés par l'Etat islamique. Layla Salih estime qu'environ 60% du site est irrécupérable, mais comme l'essentiel des matériaux sont restés sur place, une grande partie des ruines peuvent être restaurées. Un comité regroupant l'Unesco et les autorités de la province de décide d'allouer un financement pour la reconstruction du site. Cependant les monuments et les ruines, restés sans protection, sont la cible de aux pillards. Layla Salih demande aux milices irakiennes de préserver autant de Nimroud que possible.

### Ninive
En 2017, l'archéologue commence à documenter la destruction des monuments de Ninive. Sous le sanctuaire Nabi Yunus, son équipe a découvert des tunnels creusés par l'Etat islamique qui était à la recherche d'antiquités à revendre au marché noir. Ces tunnels menaient à un palais jusque-là inconnu. toutefois, craignant un éboulement, les pillards laissent la zone intacte. Layla Salih découvre une inscription cunéiforme datant d'environ 672 av. J.-C. Le roi Assarhadon y décrit la reconstruction de Babylone, précédemment détruite par Sennachérib, son père. L'équipe d'archéologues a également trouvé des statues d'une déesse assyrienne aspergeant ses fidèles d'eau. Contrairement aux reliefs précédemment connus dans lesquels les personnages étaient représentés de profil, ceux-ci sont représentés de face. Layla Salih a également découvert deux lamassu en albâtre.
Layla Salih pense que plus d'une centaine d'articles de poterie récupérés dans une maison à Mossoul proviennent de ce site.

## Publications
- (en) Jeber et Salih, « Damages Initial Assessment for Cultural Heritage in Nineveh Governorate », Dropbox,‎ 2017 (lire en ligne, consulté le 22 septembre 2017)